# 东方薄鳅
东方薄鳅（学名：Leptobotia orientalis）为輻鰭魚綱鯉形目沙鳅科薄鳅属的鱼类，為亞熱帶淡水魚，是中国的特有物种。分布于黄河、汉水等。该物种的模式产地在陕西丹凤县武关河、北京房山县十渡。
其种加词“orientalis”意为“东方的”。